# Magnus Svensson (fotbollsspelare)
Jan Tore Magnus "Turbo" Svensson, född 10 mars 1969 i Falkenberg, är en svensk före detta professionell fotbollsspelare. Han spelade vanligtvis på mittfältet men användes även som ytterback och gjorde sig känd som en hårt arbetande lagspelare. 

## Karriär
Magnus Svensson inledde karriären i Vinbergs IF, vilka han var med om att föra upp från division 6 till division 2, innan han värvades av Halmstads BK 1994. Han debuterade i Allsvenskan samma år, som 25-åring, och blev omgående ordinarie i startuppställningen. 1995 vann han Svenska cupen med klubben och 1997 vann man SM-guldet. Därefter flyttade han till Norge och Viking FK. 
Efter två lyckade år i Viking värvades han av Brøndby IF i danska ligan. Han blev där dansk mästare 2002 innan han gick tillbaka till Halmstads BK, under sommaren samma år. I HBK var han sedan en nyckelspelare under flera år, bland annat i det lag som vann stora silvret 2004. Efter säsongen 2006 valde Svensson, efter två skadefyllda år, att lämna elitfotbollen och trappa ner i moderklubben Vinberg. Han hade då gjort 193 allsvenska matcher och sju mål under sammanlagt nio säsonger för Halmstads BK.
Svensson spelade 32 A-landskamper under sin karriär. Han debuterade den 22 februari 1996 i en träningslandskamp mot Japan. I EM 2000 kom han in som avbytare i matchen mot Turkiet och startade i den tredje gruppspelsmatchen mot Italien. 
I VM 2002 inledde Svensson från start i den första matchen mot England. Han ersatte Anders Svensson i slutet av matchen mot Nigeria, och spelade hela matchen mot Argentina där han dessutom fick ett gult kort. Svensson startade även åttondelsfinalen mot Senegal.
Magnus Svenssons 32:a och sista landskamp gjorde han med ett inhopp i en EM-kvalmatch mot Polen den 11 juni 2003.

## Meriter
- 32 A-landskamper, 2 mål[2]
  - Fotbolls-VM 2002
  - Fotbolls-EM 2000
- Svensk cupmästare 1995
- Svensk mästare 1997
- Dansk mästare 2002

## Klubbar
- Vinbergs IF ( -1993)
- Halmstads BK (1994-1997)
- Viking Stavanger (1998-1999)
- Brøndby IF (1999/2000-2001/2002)
- Halmstads BK (2002-2006)
- Vinbergs IF (2007- )